# Auguste Dupouy
Pour les articles homonymes, voir Dupouy.
 (juin 2016).
Auguste Dupouy né le 29 novembre 1872 à Concarneau (Finistère) et mort à Quimper (Finistère) le 12 avril 1967, est un écrivain, critique d'art et journaliste français.

## Biographie
Fils d'un gérant d'usine, il poursuit de brillantes études, d'abord au lycée de Brest, puis à l'École normale supérieure de la rue d'Ulm, d'où il sort agrégé de lettres (1895). Sa carrière professorale passa par Quimper, Angers, Reims, Rouen, Vanves (lycée Michelet) pour s'achever au lycée Louis-le-Grand (1937).
Écrivain prolifique (une cinquantaine d'ouvrages à son actif et plus d'un millier d'articles, dont quelques critiques littéraires sous le nom de plume André Doris), il est parmi les premiers à étudier la géographie humaine des littoraux (Pêcheurs bretons en 1920), rédige la première histoire de Bretagne Républicaine (1932), entre autres écrits sur la Bretagne. Cependant, ses études littéraires (la première littérature comparée France-Allemagne en 1913, une étude sur Mérimée en particulier) et sa propre production (recueils de poésie : Partances, Chants de la traversée ; romans : L'Affligé, La Paix des champs) lui ouvrent les portes des revues parisiennes où il apparaît comme un critique de qualité (La Démocratie Nouvelle) et lui valent un certain nombre de prix (dont le prix Archon-Despérouses, 1906).
Avant son retour en Bretagne en 1947, il passe trois ans au Comité de la Société des Gens de Lettres, après avoir été, durant les années 1920, secrétaire de la Société de la Critique.
Sur le plan intellectuel, ses engagements furent toujours feutrés. C'est un régionaliste, républicain libéral, qui polémique beaucoup avec les nationalistes bretons durant l'entre-deux guerres. Néanmoins, il est très attaché à la culture bretonne, en particulier sa langue. Pendant la Seconde Guerre mondiale, il apporte son aide à ses fils résistants, Jean-Marie et Pierre Dupouy, membres de Turma-Vengeance, morts en déportation, tout en se sachant surveillé par les autorités. Il est d'ailleurs dénoncé.
Il a été rédacteur à La Dépêche de Brest et de l'Ouest de 1898 à 1961.
Sa longévité lui a permis de côtoyer plusieurs générations d'intellectuels bretons (Anatole Le Braz, Charles Le Goffic, Charles Chassé, Tanguy Malmanche, Henri Queffélec, Pierre-Jakez Hélias pour ne citer que ces derniers).

## Publications
- Partances, poèmes, 1905
- A. de Vigny, 1913
- France et Allemagne : littératures comparées, 1913
- Pêcheurs bretons, 1919[5]
- Le Port de Rouen, 1920
- L'Affligé, 1922
- Brest et Lorient, 1922
- Le Chemin de ronde, 1923
- Rome et les lettres latines, 1924, 1946
- Les peintres de Bretagne, 1924
- La paix des champs, 1925
- Gallus, 1928
- Horace, 1928
- Le Breton Yves de Kerguelen  Paris-Bruxelles, La Renaissance du livre, 1928,
- Carmen de Mérimée, 1930
- L'Homme de la Palud, 1931
- Histoire de Bretagne, 1932[6].
- Face au couchant : Brest, la côte et les îles, 1934
- Marlène, 1935 (rééd. On l'appelait Marlène ou Un amour bigouden, Éditions de la Cité, 1972 ; La Découvrance, 2006, [ (ISBN 978-2-84265-419-1)]
- Charcot, Paris, Plon, 1938
- La Basse Bretagne, 1940
- La Bretagne intellectuelle et littéraire, dans : Visages de la Bretagne, série Horizons de France (1941).
- Chants de la traversée (poèmes), 1942
- Géographie des lettres françaises, 1942
- Elvire inspiratrice de Lamartine, 1944
- La Basse-Bretagne (éditions Arthaud, 1944)
- La poésie de la mer dans la littérature française, 1947
- Michelet en Bretagne. Son Journal inédit d'août 1831, 1947.
- Au pays bigouden. Brodeurs, brodeuses, broderies, 1947
- Au Pays breton : la Cornouaille, 1950
- Penmarc'h, 1951
- Costumes bretons, 1951
- Souvenirs d'un pêcheur en eau salée, 1953
- La Pêche maritime et le pêcheur en mer, 1955[7]
- Saint Guénolé Penmarc'h, 1956
- Penmarc'h en pays bigouden, 1958
- Du Bruit dans Mycènes, (inédit) pièce radiophonique en 4 actes, Radiodiffusion française, Rennes, 1961.

### Les Romans de l'histoire de France, en collaboration avec Henry Dupuy-Mazuel
1. Le Chant de l’alouette, Paris, Albin Michel, 1932. (signé H. Dupuy-Mazuel)
2. Chrestos, Paris, Albin Michel, 1933, rééd. sous le titre : La Croix à Gergovie. (signé H. Dupuy-Mazuel)
3. Blandine, Paris, Albin Michel, 1947. (signé H. Dupuy-Mazuel et A. Dupouy)
4. Les Jardins de Lutèce, Paris, Albin Michel, 1948. (signé A. Dupouy et H. Dupuy-Mazuel)
5. Les Quatre chevaux blancs, Paris, Albin Michel, 1948. (signé A. Dupouy et H. Dupuy-Mazuel)
6. Un Soir d'épiphanie, Paris, Albin Michel, 1948. (signé H. Dupuy-Mazuel et A. Dupouy)
7. L’Étal du roi, Paris, Albin Michel, 1950. (Signé H. Dupuy-Mazuel)
8. Les Trois 9, Paris, Albin Michel, 1950. (signé A. Dupouy)
9. Le Souffle de Roncevaux, Paris, Albin Michel, 1951. (signé A. Dupouy)
10. Ceux de Bouvines, Paris, Albin Michel, 1952.  (signé A. Dupouy et H. Dupuy-Mazuel)
11. La Poupée flamande, Paris, Albin Michel, 1953. (signé H. Dupuy-Mazuel et A. Dupouy)
12. Jeanne de Reims, Paris, Albin Michel, 1935, rééd : La Jeune fille au gantelet de fer, Paris, Albin Michel, 1954. (signé H. Dupuy-Mazuel)
13. Le Miracle des loups, Paris, Albin Michel, 1934, rééd. 1954 (signé H. Dupuy-Mazuel)
14. Lorsque régnaient les rois de cœur, Paris, Albin Michel, 1956 (signé A. Dupouy et H. Dupuy-Mazuel)
15. Hippomène au Pays du Tendre, Paris, Albin Michel, 1956. (signé A. Dupouy)
16. Un Homme de cour, Paris, Albin Michel, 1958. (signé H. Dupuy-Mazuel)
17. Roulez, tambours, Paris, Albin Michel, 1959. (signé A. Dupouy et Henry Dupuy-Mazuel)
18. Qu’as-tu vu en chemin ?, Paris, Albin Michel, 1959. (signé A. Dupouy)

## Prix et distinctions

### Prix littéraires
De l'Académie française :
- 1906 : prix Archon-Despérouses pour Partances
- 1921 : prix Marcelin-Guérin pour Pêcheurs bretons
- 1925 : Prix d’Académie pour Rome et les lettres latines
- 1939 : prix Sobrier-Arnould pour Charcot
- 1940 : prix Broquette-Gonin (littérature) pour Basse-Bretagne
- 1943 : Prix d’Académie pour l'ensemble de son œuvre
- 1946 : prix Georges-Dupau pour l'ensemble de son œuvre
- 1952 : prix Gustave-Le-Métais-Larivière pour l'ensemble de son œuvre
- 1960 : prix Durchon-Louvet avec Henri Dupuy-Mazuel pour La collection de la Bibliothèque des romans d’histoire de France

Autre :
- 1967 : Prix du concours de la pièce inédite (prix littéraire nantais organisé par Radio Luxembourg) pour Du bruit dans Mycènes[11]

### Décorations
- Officier de la Légion d'honneur, le 5 août 1939[12]

## Hommages
Une école maternelle et primaire de Penmarc'h est nommée en son honneur.
Le centre de loisirs Auguste-Dupouy et la rue Auguste Dupouy à Concarneau portent son nom.